# 留從願
留從願（？—？），五代時泉州南安县桃林场（今福建省永春县桃城镇留安社区）人，留从效的兄长。

## 生平
留從願、留从效兄弟的父亲早卒，留从效事奉母亲和兄长非常恭敬。南唐保大三年（945年），南唐灭闽国，泉州都指挥使留从效自称漳、泉二州留后，南唐封留从效为福建团练使、泉州刺史。留从愿为南州副使。保大七年（949年），留从愿毒死南州刺史董思安，取代他为南州刺史。南唐皇帝李璟不能控制，在泉州设置清源军，任命留从效为节度使。留从效没有儿子，把留從願的儿子留紹錤、留紹鎡过继给自己。北宋建隆元年（960年），李璟迁都南昌，留从效于是派留紹錤朝贡南唐。建隆三年（962年），留从效去世，留绍镃担任留后；当时，留從願仍驻守南州。

## 儿子
- 留紹錤（又作留紹基、留紹䥓），960年朝贡南唐，南唐后主李煜封其为殿直军都虞候。
- 留紹鎡，清源军留后，后被陈洪进强制送往金陵，南唐后主李煜封其为监门卫中郎将。